# Fallschirmschützenabzeichen des Heeres
Das Fallschirmschützenabzeichen des Heeres wurde am 1. September 1937 vom Oberbefehlshaber des Heeres Generaloberst Werner von Fritsch eingeführt und wurde an Offiziere, Unteroffiziere und Mannschaften des Heeres verliehen, die einen Fallschirmschützenlehrgang erfolgreich absolviert hatten.

## Aussehen
Das hochovale Abzeichen ist aus einem vergoldeten Kranz von Eichenblättern gebildet, der unten mit einer Manschette zusammengebunden ist. Oben ist das Hoheitszeichen der Wehrmacht zu sehen. Mittig ein nach links unten herabstoßender silberner Adler mit leeren Fängen.

## Trageberechtigung
Die Berechtigung zum Tragen des Abzeichens wurde jährlich nach Ablauf von 12 Monaten überprüft. Das Weitertragen war abhängig von der Durchführung von mindestens sechs Fallschirmabsprüngen des laufenden Jahres.

## Trageweise
Die Auszeichnung wurde als Steckabzeichen auf der linken Brusttasche getragen und wurde an die Fallschirmtruppen des Heeres verliehen, die später in die Luftwaffe eingegliedert wurde. Fallschirmjäger des Heeres konnten das Abzeichen gegen das Fallschirmschützenabzeichen der Luftwaffe tauschen. Das Abzeichen konnte danach nur noch durch Angehörige des Waffen-SS Fallschirmjägerbataillons 500/600 und Fallschirmjäger der Brandenburger nach erfolgreicher Teilnahme am Fallschirmspringerlehrgang erworben werden.

## Sonstiges
Gemäß Gesetz über Titel, Orden und Ehrenzeichen vom 26. Juli 1957 ist das Tragen des Fallschirmschützenabzeichen des Heeres in der Version des Dritten Reiches in der Bundesrepublik Deutschland nur ohne Hakenkreuz gestattet.